# Ernst Wirth-Purtscheller
Ernst Wirth-Purtscheller (* 7. Dezember 1887 als Ernest Wirth in Münchreith; † 21. Dezember 1938 in Wien) war ein österreichischer Politiker. Wirth-Purtscheller war von 1934 bis 1938 Abgeordneter zum Landtag von Niederösterreich.
Wirth-Purtscheller war Bezirksleiter der Vaterländischen Front und vertrat während der Zeit des Austrofaschismus den Stand des öffentlichen Dienstes vom 27. November 1936 bis zum 12. März 1938 im Niederösterreichischen Landtag. Nach der Machtübernahme der Nationalsozialisten wurde Wirth-Purtscheller am 13. März 1938 für einige Tage inhaftiert und durch mehrfache Verhöre und Drohungen schwer verstört. Wirth-Purtscheller nahm sich im Dezember 1938 das Leben.
Er war Mitglied der katholischen Studentenverbindungen KÖStV Austria Wien (seit 1908) und KÖHV Leopoldina Innsbruck (seit 1911).